# Moschea della Kasbah
La moschea della Kasbah si trova a Tunisi, in Tunisia. È riconosciuta come monumento storico.

## Ubicazione
La moschea si trova nella Medina di Tunisi.

## Storia
La moschea è stata costruita dagli Almohadi nel 1230.